# گرین‌لیف (ویسکانسین)
گرین‌لیف (به انگلیسی: Greenleaf) یک منطقهٔ مسکونی در ایالات متحده آمریکا است که در شهرستان براون، ویسکانسین واقع شده‌است. گرین‌لیف ۶۰۷ نفر جمعیت دارد و ۲۱۷٫۰۲ متر بالاتر از سطح دریا واقع شده‌است.